# Fulton (Kentucky)
Fulton település az Amerikai Egyesült Államok Kentucky államában, Fulton megyében. Lakosainak száma 2357 fő (2020. április 1.).

## Népesség
A település népességének változása:

| 2010 | 2 445 |
| 2020 | 2 357 |